# Lindenbaumova algebra
Lindenbaumova algebra (také Lindenbaumova–Tarského algebra) je pojem z oblasti matematické logiky. Slouží k vyjádření struktury množiny formulí co se týče jejich dokazatelnosti v nějaké formální teorii.

## Definice

### Lindenbaumovy algebry teorie
Nechť T je bezesporná teorie v jazyce L a m je přirozené číslo. Pro formule {\displaystyle \varphi ,\psi } jazyka L mající právě m volných proměnných definujeme {\displaystyle \varphi \sim \psi }, pokud v T je dokazatelné {\displaystyle \varphi \leftrightarrow \psi }. Označíme {\displaystyle F_{T}^{m}} množinu všech tříd ekvivalence {\displaystyle \sim }.
m-tá Lindenbaumova algebra teorie T je Booleova algebra s nosnou množinou {\displaystyle F_{T}^{m}} a operacemi definovanými následovně:
- {\displaystyle [\varphi ]_{\sim }\land [\psi ]_{\sim }=[\varphi \land \psi ]_{\sim }}
- {\displaystyle [\varphi ]_{\sim }\vee [\psi ]_{\sim }=[\varphi \vee \psi ]_{\sim }}
- {\displaystyle -[\varphi ]_{\sim }=[\neg \varphi ]_{\sim }}
- {\displaystyle 0=[\varphi \land \neg \varphi ]_{\sim }} , kde {\displaystyle \varphi } je nějaká formule s m-volnými proměnnými.
- {\displaystyle 1=[\varphi \vee \neg \varphi ]_{\sim }} , kde {\displaystyle \varphi } je nějaká formule s m-volnými proměnnými.

### Lindenbaumovy algebry jazyka
m-tou Lindenbaumovu algebru jazyka L definujeme jako m-tou Lindenbaumovu algebru teorie v jazyce L, která nemá žádné vlastní (tj. mimologické) axiomy.

## Vlastnosti
- 0. Lindenbaumova algebra teorie T je dvouprvková, právě když je T úplná teorie.
- Formule {\displaystyle \varphi } je nedokazatelná v T, právě když {\displaystyle \varphi \not \in 1}.
- Formule {\displaystyle \varphi } je nevyvratitelná v T, právě když {\displaystyle \varphi \not \in 0}.